# Michail Alexandrowitsch Tamonow
Michail Alexandrowitsch Tamonow (russisch Михаил Александрович Тамонов; * 4. November 1992 in Belaja Kalitwa, Oblast Rostow, Russland) ist ein russischer Kanute.

## Sportliche Karriere
Bei den Weltmeisterschaften 2011 in Szeged gewann Tamonow die Silbermedaille (Einer-Kajak, 4-mal-200-Meter-Staffel).

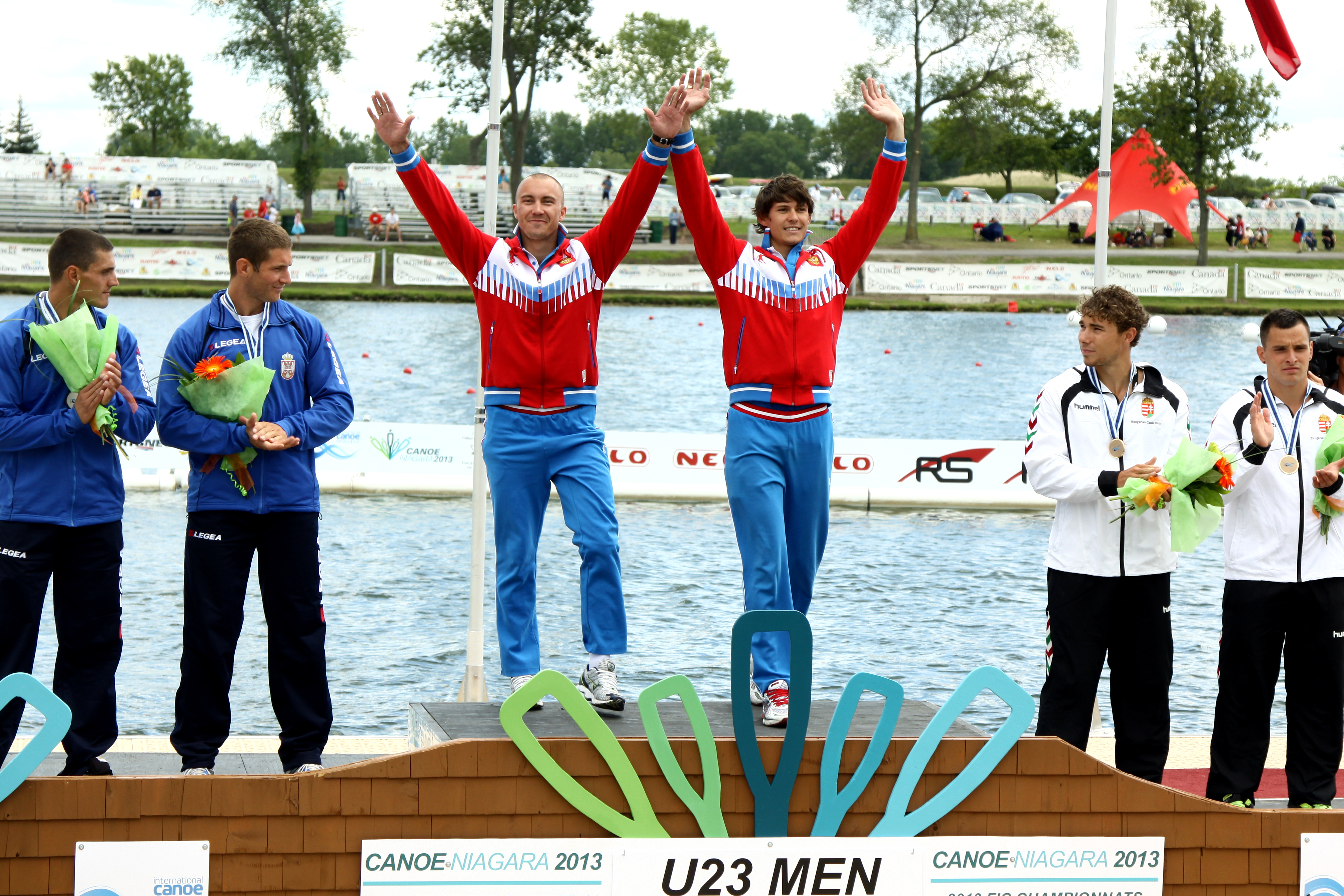
Tamonow und Nikolajew in Kanada bei den U-23-Weltmeisterschaften (2013)

2013 wurde Tamonow zusammen mit Alexander Nikolajew Junioreneuropameister (U 23) und Juniorenweltmeister (U 23).

## Privates
Tamonow ist verheiratet mit Tatjana, das Paar hat zwei Kinder.